# Любов (фільм, 1991)
«Любов» — радянський художній фільм 1991 року, режисера Валерія Тодоровського.

## Сюжет
Вадим і Саша — друзі, студенти, вони обидва намагаються зустріти свою любов. Вадим — відчайдушний ловелас, а Саша — простакуватий і недосвідчений «залицяльник». На одній вечірці обидва зустрічають дівчат. Марина, онука генерала, живе разом з бабусею у великій квартирі в центрі Москви, де і відбуваються її подальші зустрічі з Вадимом. Саша ж закохується в дівчину Машу, єврейку. Але якщо Вадим в результаті одружується, Саша змушений розлучитися з коханою. Маша вирішує разом зі своїми батьками і бабусею виїхати в Ізраїль.

## У ролях
- Євген Миронов —  Саша
- Наталія Петрова —  Маша
- Дмитро Мар'янов —  Вадим
- Тетяна Скороходова —  Марина
- Наталія Вількіна —  Ірина Євгенівна, мати Маші
- Вія Артмане —  бабуся Марини
- Інна Слободська —  Ревека Самойлівна, бабуся Маші
- Лев Дуров —  батько Саші
- Анатолій Поползухін —  Михайло Михайлович, батько Маші
- Раїса Рязанова —  мати Сашка
- Віра Воронкова —  епізод

## Знімальна група
- Сценарист і режисер-постановник — Валерій Тодоровський
- Оператор-постановник — Ілля Дьомін
- Композитор — В'ячеслав Назаров
- Художник-постановник — Віктор Сафронов